# Russ Taff

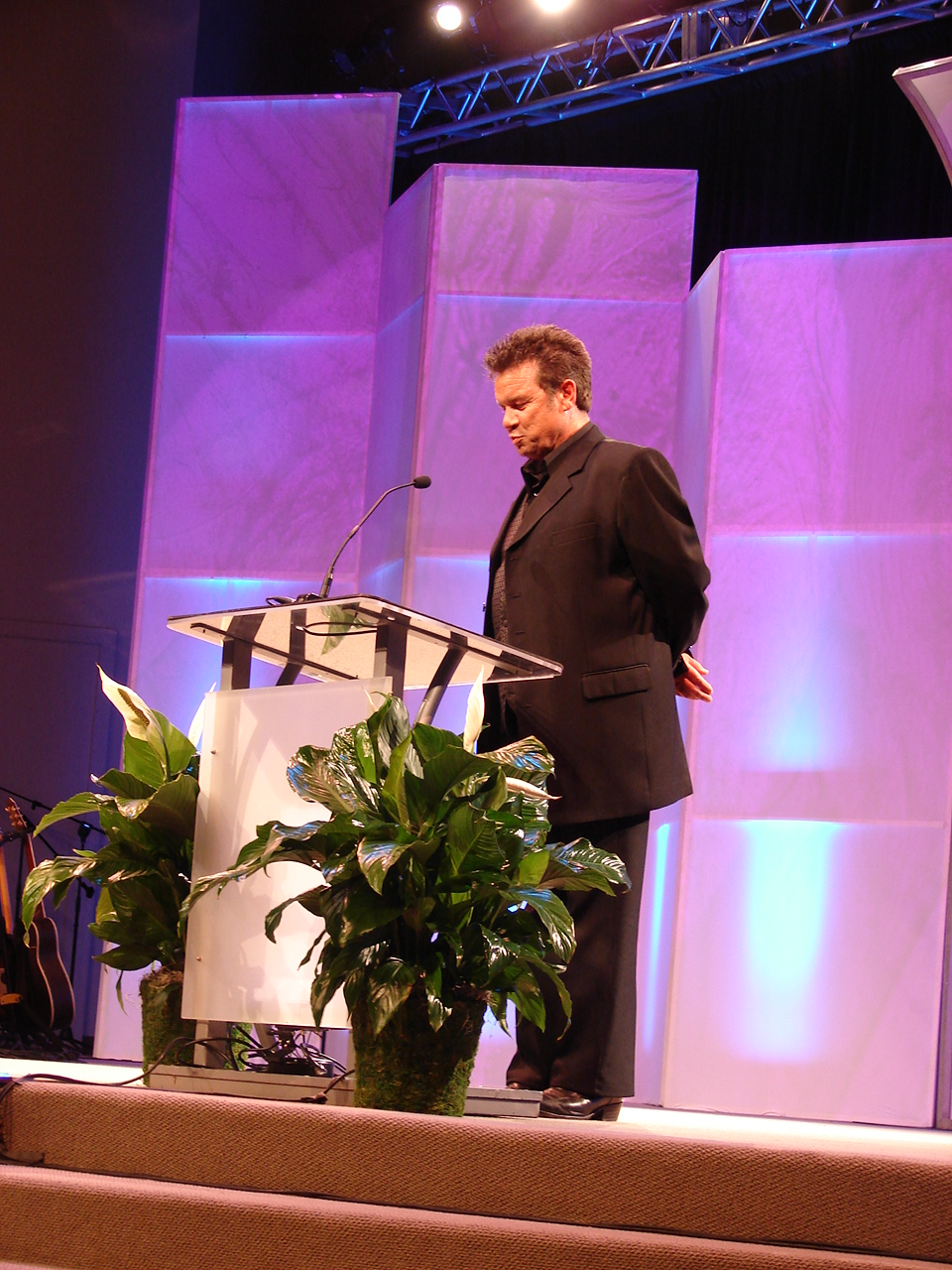

Russell Taff (auch als Russ Taff) (* 11. November 1953 in Farmersville, Kalifornien) ist ein US-amerikanischer Sänger und Songwriter verschiedener Musikrichtungen. Zu seinem Repertoire gehörten Countrymusik, Gospel, Pop-Rock und Rhythm and Blues. Von 1975 bis 1981 war er Sänger der Gesangsgruppe The Imperials. Zeitweilig gehörte er zur Gaither Vocal Band von Bill Gaither, und trat als Solist bei Videos der „Gaither Homecoming Konzerte“ auf.

## Diskografie
| Jahr | Album                         | US Christian | Musiklabel         | Produzent                                           |
| ---- | ----------------------------- | ------------ | ------------------ | --------------------------------------------------- |
| 1983 | Walls of Glass                | 5            | Myrrh              | Bill Schnee                                         |
| 1985 | Medals                        | 2            | Myrrh              | Jack Joseph Puig                                    |
| 1987 | Russ Taff                     | 2            | Myrrh              | Jack Joseph Puig                                    |
| 1989 | The Way Home                  | 1            | Myrrh              | Darrell Brown, James Hollihan, Jr., Taff            |
| 1991 | Under Their Influence         | 5            | Myrrh              | James Hollihan, Jr., Taff                           |
| 1992 | A Christmas Song              | 6            | Sparrow            | James Hollihan, Jr.                                 |
| 1995 | Winds of Change               |              | Reprise            | Hollihan, Randy Scruggs, Taff                       |
| 1999 | Right Here, Right Now         |              | Benson             | James Hollihan, Jr., Taff                           |
| 2007 | Now More Than Ever            | 41           | Spring Hill        | Hollihan, Barry Jennings, Michael Sykes, Taff       |
| 2010 | Another Sentimental Christmas |              | Spring Hill        | James Hollihan, Jr.                                 |
| 2011 | Faroe Islands                 |              | Spring Hill        | Jákup Zachariassen, Óli Poulsen, Kristoffur Mørkøre |
| 2018 | Believe                       |              | Sweetwater Studios | Phil Naish, Mark Hornsby                            |

Solosingles
| Jahr | Single                | "Hot Country Songs Charts" von Billboard | Album           |
| ---- | --------------------- | ---------------------------------------- | --------------- |
| 1983 | "We Will Stand"       |                                          | Walls of Glass  |
| 1985 | "I’m Not Alone"       |                                          | Medals          |
| 1995 | "Love Is Not a Thing" | 53                                       | Winds of Change |
| 1995 | "One and Only Love"   | 51                                       | Winds of Change |
| 1995 | "Bein' Happy"         | 66                                       | Winds of Change |

## Preise und Auszeichnungen

### Grammys
With the Imperials
- 1977 Grammy Award for Best Gospel Performance, Contemporary, Contemporary or Inspirational for Sail On
- 1979 Best Gospel Performance, Contemporary or Inspirational for Heed the Call
- 1981 Best Gospel Performance, Contemporary or Inspirational for  Priority

Solo
- 1983 Best Gospel Performance, Male for Walls of Glass
- 1991 Best Rock/Contemporary Gospel Album for Under Their Influence

### GMA Dove Award
GMA Dove Award als Mitglied der Imperials
- 1977: Male Group of the Year
- 1979: Male Group of the Year
- 1980: Male Group of the Year
- 1981: Male Group of the Year
- 1981: Dove Award for Song of the Year|Song of the Year – "Praise The Lord"
- 1981: Male Vocalist of the Year
- 1982: Male Vocalist of the Year
- 1998: Aufnahme in die GMA's Gospel Music Hall of Fame

Als Solist:
- 1984: Male Vocalist of the Year
- 1986: Pop/Contemporary Album of the Year for Medals
- 1989: Rock Album of the Year for Russ Taff
- 1989: Recorded Music Packaging of the Year for Russ Taff
- 2016: Aufnahme in die GMA's Gospel Music Hall of Fame

## Website
- RussTaff.com
- Website von „The Imperials“.